# Nomi
Nomi é uma comuna italiana da região do Trentino-Alto Ádige, província de Trento, com cerca de 1.286 habitantes. Estende-se por uma área de 6 km², tendo uma densidade populacional de 214 hab/km². Faz divisa com Aldeno, Besenello, Calliano, Pomarolo e Volano.